# Petro Rozumnîi
Petro Pavlovîci Rozumnîi (în ucraineană Петро Павлович Розумний; n. 7 martie 1926, Raionul Mahdalînivka, RSS Ucraineană, URSS – d. 20 martie 2013, Ivano-Frankivsk, Ucraina) a fost un disident sovietic și activist pentru drepturile omului ucrainean, membru al Grupului Helsinki Ucrainean.

## Tinerețe și carieră
Petro Pavlovîci Rozumnîi s-a născut pe 7 martie 1926 în satul Ceaplînka, în ceea ce făcea parte atunci din Uniunea Sovietică. La scurt timp după naștere, familia sa a migrat în satul Pșenîcine, un sat nou înființat în Ucraina, format din țărani în căutarea de pământ necultivat. Tatăl său, Pavlo Rozumnîi, a fost arestat în timpul Holodomorului și condamnat la muncă forțată la Canalul Moscova, unde a murit. Petro, precum și restul familiei, au supraviețuit doar datorită faptului că tatăl său a ascuns cerealele familiei. În 1942, în timpul Operațiunii Barbarossa, soldații naziști germani l-au arestat pe Rozumnîi, pe atunci în vârstă de 16 ani, și l-au trimis să lucreze ca muncitor forțat în orașul Eisleben. Rozumnîi a fost eliberat de Armata Statelor Unite în 1945 și repatriat în Uniunea Sovietică, unde a fost încorporat în Armata Sovietică. A servit în Polonia și Carelia timp de trei ani înainte de a fi demobilizat.
Rozumnîi a studiat la Institutul de Limbi Străine din Dnipropetrovsk, absolvind în 1952. A lucrat ca profesor de engleză în orașul vest-ucrainean Poceaiiv, lucrând ulterior la un muzeu de istorie locală din Kremeneț.

## Disident
În 1952, în timp ce lucra în vestul Ucrainei, Rozumnîi l-a cunoscut pe Ievhen Sverstiuk, un lider al intelectualității ucrainene clandestine în creștere. În scurt timp, a legat o prietenie și o relație de lucru cu Sverstiuk, ajutând la organizarea celebrării Zilelor Șevcenko și mobilizând corpurile studențești din regiunea Ternopil pentru cauze ucrainene. Acest lucru i-a adus pe amândoi sub supraveghere, iar în 1961 Rozumnîi a petrecut șase zile închis. După aceasta, s-a mutat în Solone, în regiunea Dnipropetrovsk, și și-a reluat activitatea de profesor.
În timp ce preda în Solone, Rozumnîi a refuzat să țină prelegeri în sprijinul ateismului de stat, al socialismului și al Partidului Comunist al Uniunii Sovietice. A distribuit publicații samizdat colegilor săi profesori și studenților, inclusiv operele lui Pavlo Tîcina, Volodîmîr Sosiura, Ievhen Malaniuk, Vasîl Simonenko și Ivan Dziuba. A colaborat cu Ivan Sokulskîi, un alt disident, la tipărirea lucrării lui Dziuba, Internaționalism sau rusificare? Activitățile samizdat ale lui Rozumnîi, precum și abaterea sa de la programa școlară de stat, au atras atenția autorităților sovietice. Ulterior, a renunțat la cariera didactică pentru a lucra în construcții din motive familiale care nu aveau legătură cu activitățile sale disidente.
Apartamentul lui Rozumnîi a fost percheziționat de KGB pe 25 octombrie 1969, după arestarea lui Sokulskîi. A fost reținut pentru interogatoriu, KGB cerându-i să depună mărturie împotriva lui Sokulskîi, Dziuba și Sverstiuk. Rozumnîi a fost reținut timp de patru zile, refuzând să depună mărturie. A fost eliberat ulterior, iar în 1974 a migrat din nou la Ivano-Frankivsk, unde a lucrat ca conductor de tren. A continuat să fie monitorizat de KGB, care i-a percheziționat în mod repetat locuința, l-a interogat și i-a cerut să semneze declarații prin care denunța „activitatea antisovietică”. Ulterior, a fost concediat (oficial ca parte a reducerii de personal, deși s-a întâmplat după ce a scris o scrisoare către ziarul Literaturnaia gazeta în care condamna campaniile sovietice anti-alcool) și a devenit director al Filarmonicii Regionale din Dnipropetrovsk.
În 1978, Rozumnîi s-a alăturat Grupului Helsinki Ucrainean, întorcându-se în Pșenîcine pentru a extinde aria geografică a grupului. În primăvara anului 1979, a vizitat mai mulți disidenți în Siberia, inclusiv pe Sverstiuk și Viaceslav Ciornovil. Rozumnîi i-a transmis un mesaj lui Ciornovil din partea unui alt membru UHG, Zenovii Krasivskîi, prin care îi cerea să preia rolul de lider al grupului în locul Oksanei Meșko, care încetase să mai admită noi membri în grup din cauza supravegherii intense din partea KGB.

### Arestarea
În timp ce se întorcea din Siberia, Rozumnîi a fost reținut pe un aeroport de Miliție după ce a fost găsit un cuțit asupra sa în timpul unei percheziții. Inițial a fost eliberat, dar în toamna anului 1979 a fost arestat și judecat. Potrivit disidentului Petro Grigorenko, în noiembrie 1981, arestarea sa a făcut parte dintr-o reprimare mai amplă a activiștilor ucraineni pentru drepturile omului în urma reuniunii Conferinței pentru Securitate și Cooperare în Europa din 1979 de la Belgrad. Anatolii Sokorinski, un prieten personal al lui Rozumnîi, a afirmat ulterior că procesul a degenerat în haos, Rozumnîi refuzând un avocat, cerând ca procedurile să se desfășoare în ucraineană și cerând înlăturarea judecătorului după ce a dezvăluit că acesta luase mită. În cele din urmă, Rozumnîi a fost condamnat la trei ani de închisoare, pe care i-a executat în Jovti Vodî și Nikopol, regiunea Dnipropetrovsk, și Bikin, în ținutul Habarovsk din Orientul Îndepărtat al Rusiei.

### După eliberare
După eliberare, Rozumnîi s-a întors în Pșenîcine, unde a lucrat într-o fermă colectivă. În noiembrie 1984 s-a întors în Orientul Îndepărtat pentru a o ajuta pe Meșko să se întoarcă acasă după ce fusese arestată. A continuat să fie activ în operațiunile UHG după eliberare, fiind unul dintre cei nouăsprezece semnatari ai unei notificări din 11 martie 1988 prin care grupul își relua public activitățile. Rozumnîi a fost, de asemenea, lider al Uniunii Helsinki Ucrainene în regiunea Dnipropetrovsk și membru al Consiliului de Coordonare Pan-Ucrainean al partidului.

## Cariera ulterioară
Rozumnîi a fost membru fondator al Partidului Republican Ucrainean în aprilie 1990, fiind ales secretar al partidului pentru afaceri externe. Din 1992, a fost și președinte al filialei partidului din regiunea Dnipropetrovsk, precum și președinte al filialei raionului Solone și membru al comisiei de etică a partidului din 1994. Rozumnîi s-a alăturat partidului Ucraina Noastră, fiind activ în problemele legate de drepturile omului și reforma funciară rurală ale partidului. A fost distins cu Ordinul pentru Curaj de către președintele ucrainean Viktor Iușcenko în 2006.
Rozumnîi a murit pe 19 martie 2013 în orașul Ivano-Frankivsk. A fost înmormântat pe 22 martie la Dem'ianiv Laz, un fost loc de înmormântări în masă pentru victimele NKVD.